# Davide Cesarini
Davide Cesarini (ur. 16 lutego 1995 w San Marino) – sanmaryński piłkarz występujący na pozycji obrońcy w SP Tre Penne oraz w reprezentacji San Marino.

## Kariera klubowa
W latach 2010–2012 szkolił się w akademii włoskiego klubu AC Cesena (Serie A). W lipcu 2012 roku został włączony do składu zespołu U-19, występującego w rozgrywkach Primavera B. W sezonie 2012/13 grał na wypożyczeniu w klubie satelickim FCD Misano (Eccellenza Emilia-Romagna), w którego barwach zaliczył 11 spotkań. Latem 2013 roku został on graczem występującego w Serie D zespołu Riccione Calcio 1926. Na początku 2014 roku przeszedł do APD Ribelle 1927 (Eccellenza Emilia-Romagna). W sezonie 2013/14 uzyskał z tym klubem – po raz pierwszy w jego historii – awans do Serie D, gdzie rozegrał 17 meczów.
W czerwcu 2015 roku Cesarini otrzymał od FSGC nominację do nagrody Golden Boy, przyznawanej najlepszemu młodzieżowemu piłkarzowi w San Marino. Wkrótce po tym został zawodnikiem klubu SP Tre Penne. 12 września tegoż roku zadebiutował w Campionato Sammarinese w wygranym 1:0 meczu z SS Folgore/Falciano. Na przełomie 2015 i 2016 roku, dzięki zezwalającym na to przepisom FSGC, występował jednocześnie w Realu Miramare (Promozione Emilia-Romagna), gdzie zaliczył 4 spotkania. W sezonie 2015/16 zdobył z SP Tre Penne mistrzostwo San Marino i po raz drugi w karierze nominowany został do nagrody Golden Boy. W lipcu 2016 roku zadebiutował w europejskich pucharach w przegranym 0:3 meczu przeciwko The New Saints FC w eliminacjach Ligi Mistrzów UEFA 2016/17. W latach 2016–2019 wywalczył na arenie krajowej mistrzostwo (2018/19), Puchar (2016/17), a także dwukrotnie Superpuchar San Marino (2016, 2017). W 2018 roku znalazł się w gronie nominowanych do tytułu piłkarza roku w San Marino. W sezonie 2019/20 grał na wypożyczeniu w klubie US Pietracuta (Promozione Emilia-Romagna), gdzie rozegrał 6 spotkań.

## Kariera reprezentacyjna
W 2011 roku Cesarini zaliczył 3 występy w reprezentacji San Marino U-17 w turnieju kwalifikacyjnym do Mistrzostw Europy 2012, rozegranym w Strumicy. Jego debiut miał miejsce 24 października 2011 w przegranym 0:3 meczu przeciwko Szkocji. W 2012 roku wystąpił trzykrotnie w kadrze U-19 podczas eliminacji do Mistrzostw Europy 2013. W latach 2013–2015 zaliczył 14 gier w reprezentacji U-21, dla której zdobył jedną bramkę w przegranym 1:2 meczu z Estonią. We wrześniu 2013 roku zagrał w wygranym 1:0 spotkaniu z Walią U-21, który to mecz uznawany jest za największy sukces sanmaryńskiej piłki nożnej młodzieżowej.
We wrześniu 2014 roku otrzymał od Pierangelo Manzaroliego pierwsze powołanie do seniorskiej reprezentacji San Marino na mecz z Anglią w eliminacjach Mistrzostw Europy 2016, w którym nie został desygnowany do gry. 31 marca 2015 zadebiutował w drużynie narodowej w przegranym 0:1 towarzyskim meczu z Liechtensteinem, rozegranym w Eschen. W spotkaniu tym pojawił się on na boisku w 70. minucie, zastępując Mirko Palazziego.

## Sukcesy
SP Tre Penne
- mistrzostwo San Marino: 2015/16, 2018/19
- Puchar San Marino: 2016/17
- Superpuchar San Marino: 2016, 2017